# 法尔肯贝里市镇
法尔肯贝里市镇（瑞典語：Falkenbergs kommun）是瑞典西海岸哈兰省的一个市镇。其治所位于法尔肯贝里。